# Jimi Jamison
Jimi Jamison, właśc. Jimmy Wayne Jamison (ur. 23 sierpnia 1951 w stanie Missisipi, zm. 31 sierpnia 2014 w Memphis) – amerykański wokalista rockowy. Najbardziej znany z występów z zespołem Survivor w latach 1984–1989 i 2000–2006, a także jako współtwórca i wykonawca "I’m Always Here", motywu przewodniego z serialu Słoneczny patrol.
Zmarł na atak serca.

## Dyskografia

### Z zespołem Survivor
- Vital Signs (1984)
- When Seconds Count (1986)
- Too Hot to Sleep (1988)
- Reach (2006)
- Ultimate Survivor (2004)
- Survivor Extended Versions MTV Live in Japan Special (2005)

### Solo i inne
- If I Cry (solo singel) (1967)
- Combinations – D Beaver (1971)
- Target – z zespołem Target (1976)
- Captured – Target (1977)
- First Strike – Cobra (1983)
- Headhunter – z zespołem Krokus (1983) (drugi wokal)
- When Love Comes Down – solo (1991)
- Empires – solo (1999)
- Crossroads Moment – (2008)
- Kimball Jamison – z Bobbym Kimballem (2011)